# Napte
Die Napte ist ein 10,7 km langer, orografisch linker Nebenfluss der Emmer in Ostwestfalen-Lippe.

## Name
In den schriftlichen Aufzeichnungen taucht der Fluss erst im 16. Jh. auf. Eine sichere Namensdeutung ist daher nicht möglich. Der Name könnte sich von mittelniederdeutsch *Nat-beke mit der Bedeutung „nasser, wasserreicher Bach“ ableiten.

## Verlauf
Die Napte entspringt in Horn-Bad Meinberg Kreuzenstein auf einer Höhe von 215 m. Von seinem Ursprung aus fließt das Gewässer zunächst in südöstliche Richtung, passiert Buschkamp und Vahlhausen, fließt südlich am Norderteich vorbei und erreicht Billerbeck. Hinter Billerbeck (ehemalige Mattenmühle) wendet sich der Bach dem Nordosten zu und fließt parallel zur L 823. Nach Aufnahme des Niederbeller Baches und Unterquerung der B 252 mündet die Napte in Wöbbel bei KM 38,6 linksseitig in die Emmer ein. Die Mündungshöhe beträgt 126 m.

## Flusslänge
Nach den Angaben des Landesvermessungsamtes NRW wird die Gesamtlänge der Napte mit 10,73 km angegeben. In der Deutschen Grundkarte und im sprachlichen Gebrauch werden die ersten 2,1 km des Gewässers als Knickbach bezeichnet. Das Landesvermessungsamt nennt diesen Bach „Napte“. Im Gegensatz dazu wird ein Bach, der 1 km weiter südlich in Moorlage entspringt, in der Deutschen Grundkarte und im sprachlichen Gebrauch als „Napte“ bezeichnet. Dieser Bach weist eine Gesamtlänge von 1,862 km auf. Sieht man diesen Bach als Oberlauf der Napte an, so ergibt sich für die Napte eine Gesamtlänge von 11,1 km.

## Zuflüsse
Der Napte fließen zahlreiche Bäche zu:
- Erster größerer Zufluss ist, je nach Sichtweise des Ursprungs der Napte (siehe Abschnitt Flusslänge), der 2,1 km lange Knickbach bzw. das 1,9 km lange namenlose Gewässer, das in der Deutschen Grundkarte als Napte bezeichnet wird. Die Konfluenz der beiden Bäche befindet sich westlich von Buschkamp.
- Der nächste größere Zufluss, ein namenloses Gewässer mit einer Länge von 1,3 km[2], mündet von Norden kommend in Vahlhausen bei KM 7,9 auf 161 m Höhe linksseitig in die Napte ein. Es entspringt am Westrand des Beller Holzes bei Kohlenberg auf einer Höhe von 212 m.
- Westlich von Billerbeck mündet ein weiteres namenloses Gewässer mit einer Länge von 2,6 km bei KM 6,0 in die Napte ein. Der Bach entspringt im Beller Holz auf einer Höhe von 188 m und erreicht (nach Durchquerung des Landschaftsschutzgebiets Hagensiek) nach 1,7 km den Norderteich, den er durch Stauung mit seinem Wasser speist. Weitere 500 m nach Ausfluss aus dem Norderteich mündet das Gewässer auf 150 m Höhe linksseitig in die Napte.
- Bei KM 1,1 fließt der Napte ein weiterer 2 km langer und namenloser Bach zu.
- Der Größte Napte-Zufluss ist der Niederbeller Bach mit einer Länge von 7,4 km. Er entspringt südlich von Reelkirchen im Beller Holz auf 218 m Höhe aus zwei Quellen, die sich nach wenigen Metern vereinigen. In seinem Verlauf passiert der Niederbeller Bach die Dörfer Oberbelle und Niederbelle, bevor er auf 125 m bei KM 0,7 linksseitig in die Napte einmündet. Das oberirdische Einzugsgebiet des Niederbeller Baches ist 8,7 km² groß.

Neben den genannten Zuflüssen gibt es noch einige weitere kleine Bäche, die aber so unbedeutend sind, dass sie weder einen Namen tragen noch bezüglich ihrer Länge vermessen wurden.

## Umwelt
Die Napte wird auf ganzer Länge der Gewässergüteklasse II zugeordnet. Dies bedeutet, dass sie mäßig belastet ist.